# Albert Bond Lambert
Albert Bond Lambert (n. 6 decembrie 1875, Saint Louis, Missouri, SUA – d. 12 noiembrie 1946, Saint Louis, Missouri, SUA) a fost un jucător de golf ce a reprezentat Statele Unite ale Americii, medaliat olimpic. A participat la o ediție a Jocurilor Olimpice (1904) în care a câștigat o medalie de argint.

## Participări
Lista de mai jos prezintă principalele competiții la care a participat Albert Bond Lambert de-a lungul carierei.
- golf at the 1904 Summer Olympics – men's team[*]